# Canthidium guyanense
Canthidium guyanense är en skalbaggsart som beskrevs av Antoine Boucomont 1928. Canthidium guyanense ingår i släktet Canthidium och familjen bladhorningar. Inga underarter finns listade.